# Psicotropia
Psicotropia fue un grupo español de rock progresivo formado en Madrid en 1999 por Pablo Tato (guitarra y voz), Jaime Mariscal (bajo y teclados) y Juan Llull (batería). El grupo tiene un marcado acento experimental con influencias de Frank Zappa, Primus y King Crimson, destacando este último.

## Historia
Psicotropia se forma en Madrid en verano de 1999, con el ánimo de trabajar sobre una corriente musical de carácter experimental y de vanguardia, como alternativa al actual estancamiento de ideas y valores del mercado del rock.

Comienzan tocando versiones de King Crimson y componiendo temas propios. En siete de julio de 2000, Psicotropia presenta el trabajo de un año en un concierto en la sala Siroco de Madrid que resulta un rotundo éxito para crítica y público. Continúan su trabajo durante el año siguiente, realizando diversas actuaciones en festivales y prestigiosos locales madrileños: Ritmo & Compás, Caracol, Siroco, San Juan Evangelista, La Boca del Lobo, La Buena Dicha, I Jornadas de Barrio de la Prospe, Festival Arquitectura 2001, etc. Se suman a la banda durante este año como componentes ocasionales Nacho Cuevas a la voz, flauta travesera y armónica e Iván Caramés al violonchelo. 

Durante los años 2002 y 2003, realizaron la grabación autoproducida de su primer disco, que fue presentado en la sala Ritmo & Compás el 31 de enero de 2003, dentro de la Primera Fiesta del Rock Progresivo Español. El disco Psicotropia es distribuido a nivel internacional por las casas discográficas Luna Negra Records y Musea Records, en EE. UU., Latinoamérica, Europa y Japón.
Durante el año 2004, Psicotropia participó en la VIII edición del festival de rock Baja Prog, en la ciudad de Mexicali, Baja California, en México, compartiendo cartel con legendarias bandas y músicos de rock (Allan Holdsworth, IQ, Anekdoten, Oxygene 8, etc.). Asimismo, grabaron la música incidental compuesta por Santi Ibarretxe para la banda sonora de la película Muertos Comunes, dirigida por Norberto Ramos del Val, que se estrenó en los cines de toda España el mes de mayo de 2004. En la película también se incluyeron dos temas (Pqtq y Discotropia) del primer disco de Psicotropia. Durante el mes de junio de 2004, el grupo participó en la final nacional del prestigioso concurso Emergenza, en la sala Arena de Madrid, donde compitieron las mejores quince bandas de rock de toda España. Psicotropia quedó cuarto mejor grupo de la clasificación nacional, además de recibir los premios a mejor guitarrista, mejor bajista y segundo mejor batería del festival. Otros importantes festivales en los que Psicotropia ha participado durante todo este tiempo son por ejemplo: I, II y III Fiesta Calambrecords, I Festival AlbaRock, Festival ProAgresivo, Festival Crossover (junto a Sobrinus), etc. obteniendo siempre una impresionante acogida entre público y crítica.

A lo largo del 2005 Psicotropia siguió con su carrera de conciertos a lo largo de toda España (Psicotropia gira primavera 2005) y el extranjero (Gira septiembre de 2005 en EE. UU., incluyendo su paso por el festival ProgDay XI en Carolina del Norte). En 2006, obtuvieron el cuarto puesto en la segunda edición del Concurso Nacional Ritmo & Compás, celebrado en Madrid, obteniendo como premio la grabación de su primer videoclip (de la canción Vÿ del disco Grog), que fue dirigido por el director Norberto Ramos del Val.

En 2006, Psicotropia realizó la grabación de su segundo disco oficial, llamado Grog, que fue publicado en invierno de 2006 con la casa discográfica Psycofonía Records para su distribución en España y en marzo de 2007 por Luna Negra Records (México) y Musea Records (Francia) para su distribución en América del Sur, Estados Unidos, Europa y Japón. Entre los conciertos de Psicotropia en 2006, cabe destacar los que tuvieron lugar en la sala Siroco de Madrid junto a Don Caballero y Oxygene 8, así como la Segunda Fiesta del Rock Progresivo Español.

En 2007, Psicotropia participó en el festival de rock progresivo Minnuendö, en la ciudad de Peralta (Navarra), compartiendo cartel con las bandas de renombre internacional Pendragón y Pain of Salvation.
En 2008, Psicotropia participó en el festival de rock progresivo Crescendo Festival, en la ciudad de Saint-Palais sur Mer (Francia), compartiendo cartel con las bandas Hawkwind y Karcius. En este mismo año, tuvieron la oportunidad de compartir escenario en Madrid con Secret Chiefs 3, en su gira europea.

En 2009 participaron en el ProgSud Festival (France), compartiendo escenario con bandas como Tony Levin Stick Men, Lazuli, etc. Durante este mismo año grabaron su tercer álbum, Psicotropia³, publicado en 2010 con los sellos Luna Negra Records (México), Musea Records (Francia) y Nooirax Producciones para su distribución en España.

## Miembros
- Pablo Tato (guitarra y voz)
- Jaime Mariscal (bajo y teclados)
- Juan Llull (batería)

## Discografía
- Psicotropia (Luna Negra Records, Musea Records, Calambrecords, 2003)
- Grog (Psycofonía Records, Luna Negra Records, Musea Records, 2005)
- Psicotropia³ (Nooirax Producciones, Luna Records, Musea Records, 2010)